# Microrégion de Nanuque
 (février 2025).
Si vous disposez d'ouvrages ou d'articles de référence ou si vous connaissez des sites web de qualité traitant du thème abordé ici, merci de compléter l'article en donnant les références utiles à sa vérifiabilité et en les liant à la section « Notes et références ».
La microrégion de Nanuque est l'une des deux microrégions qui subdivisent la vallée du Mucuri, dans l'État du Minas Gerais au Brésil.
Elle comporte 10 municipalités qui regroupaient 116 545 habitants en 2006 pour une superficie totale de 8 472 km2.

## Municipalités[1]
- Águas Formosas
- Bertópolis
- Carlos Chagas
- Crisólita
- Fronteira dos Vales
- Machacalis
- Nanuque
- Santa Helena de Minas
- Serra dos Aimorés
- Umburatiba